# Grand Prix Rosji 2014

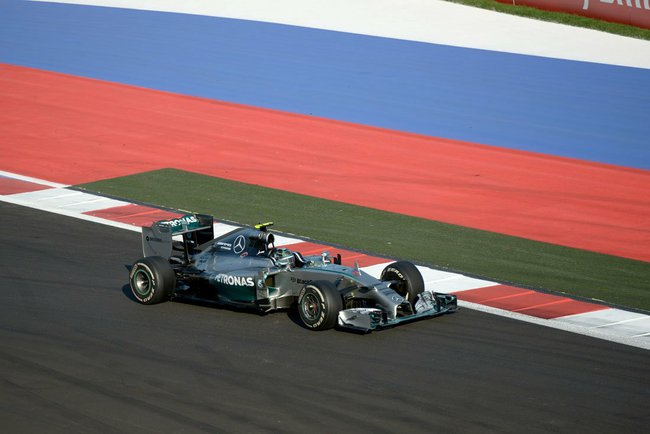
Nico Rosberg podczas Grand Prix Rosji 2014

Grand Prix Rosji 2014 (oficjalnie 2014 Formula 1 Russian Grand Prix) – szesnasta runda Mistrzostw Świata Formuły 1 w sezonie 2014, która odbyła się w dniach 10–12 października na torze ulicznym Sochi Autodrom w Soczi.

## Lista startowa
Źródło: Wyprzedź Mnie!
Na niebieskim tle kierowcy biorący udział jedynie w piątkowych treningach
| Nr | Kierowca          | Zespół                        | Samochód               | Silnik                         | Opony |
| -- | ----------------- | ----------------------------- | ---------------------- | ------------------------------ | ----- |
| 1  | Sebastian Vettel  | Infiniti Red Bull Racing      | Red Bull RB10          | Renault Energy F1-2014 1.6T V6 | P     |
| 4  | Max Chilton       | Marussia F1 Team              | Marussia MR03          | Ferrari 059/3 1.6T V6          | P     |
| 6  | Nico Rosberg      | Mercedes AMG Petronas F1 Team | Mercedes F1 W05 Hybrid | Mercedes-Benz PU106A 1.6T V6   | P     |
| 7  | Kimi Räikkönen    | Scuderia Ferrari              | Ferrari F14 T          | Ferrari 059/3 1.6T V6          | P     |
| 8  | Romain Grosjean   | Lotus F1 Team                 | Lotus E22              | Renault Energy F1-2014 1.6T V6 | P     |
| 9  | Marcus Ericsson   | Caterham F1 Team              | Caterham CT05          | Renault Energy F1-2014 1.6T V6 | P     |
| 10 | Kamui Kobayashi   | Caterham F1 Team              | Caterham CT05          | Renault Energy F1-2014 1.6T V6 | P     |
| 11 | Sergio Pérez      | Sahara Force India F1 Team    | Force India VJM07      | Mercedes-Benz PU106A 1.6T V6   | P     |
| 13 | Pastor Maldonado  | Lotus F1 Team                 | Lotus E22              | Renault Energy F1-2014 1.6T V6 | P     |
| 14 | Fernando Alonso   | Scuderia Ferrari              | Ferrari F14 T          | Ferrari 059/3 1.6T V6          | P     |
| 19 | Felipe Massa      | Williams Martini Racing       | Williams FW36          | Mercedes-Benz PU106A 1.6T V6   | P     |
| 20 | Kevin Magnussen   | McLaren Mercedes              | McLaren MP4-29         | Mercedes-Benz PU106A 1.6T V6   | P     |
| 21 | Esteban Gutiérrez | Sauber F1 Team                | Sauber C33             | Ferrari 059/3 1.6T V6          | P     |
| 22 | Jenson Button     | McLaren Mercedes              | McLaren MP4-29         | Mercedes-Benz PU106A 1.6T V6   | P     |
| 25 | Jean-Éric Vergne  | Scuderia Toro Rosso           | Toro Rosso STR9        | Renault Energy F1-2014 1.6T V6 | P     |
| 26 | Daniił Kwiat      | Scuderia Toro Rosso           | Toro Rosso STR9        | Renault Energy F1-2014 1.6T V6 | P     |
| 27 | Nico Hülkenberg   | Sahara Force India F1 Team    | Force India VJM07      | Mercedes-Benz PU106A 1.6T V6   | P     |
| 37 | Siergiej Sirotkin | Sauber F1 Team                | Sauber C33             | Ferrari 059/3 1.6T V6          | P     |
| 44 | Lewis Hamilton    | Mercedes AMG Petronas F1 Team | Mercedes F1 W05 Hybrid | Mercedes-Benz PU106A 1.6T V6   | P     |
| 45 | Roberto Merhi     | Caterham F1 Team              | Caterham CT05          | Renault Energy F1-2014 1.6T V6 | P     |
| 77 | Valtteri Bottas   | Williams Martini Racing       | Williams FW36          | Mercedes-Benz PU106A 1.6T V6   | P     |
| 99 | Adrian Sutil      | Sauber F1 Team                | Sauber C33             | Ferrari 059/3 1.6T V6          | P     |
| Nr | Kierowca          | Zespół                        | Samochód               | Silnik                         | Opony |

## Wyniki

### Sesje treningowe
Źródło: Wyprzedź Mnie!
| Sesja | Nr | Kierowca       | Konstruktor | Czas     | Okr. |
| ----- | -- | -------------- | ----------- | -------- | ---- |
| 1     | 6  | Nico Rosberg   | Mercedes    | 1:42,311 | 29   |
| 2     | 44 | Lewis Hamilton | Mercedes    | 1:39,630 | 27   |
| 3     | 44 | Lewis Hamilton | Mercedes    | 1:38,726 | 15   |

### Kwalifikacje
Źródło: Wyprzedź Mnie!
| Poz. | Nr | Kierowca          | Konstruktor          | Q1       | Q2       | Q3       | Poz. s. |
| --- | --- | ----------------- | -------------------- | -------- | -------- | -------- | ------- |
| 1 | 44 | Lewis Hamilton    | Mercedes             | 1:38,759 | 1:38,338 | 1:38,513 | 1       |
| 2 | 6 | Nico Rosberg      | Mercedes             | 1:39,076 | 1:38,606 | 1:38,713 | 2       |
| 3 | 77 | Valtteri Bottas   | Williams–Mercedes    | 1:39,125 | 1:38,971 | 1:38,920 | 3       |
| 4 | 22 | Jenson Button     | McLaren–Mercedes     | 1:39,560 | 1:39,381 | 1:39,121 | 4       |
| 5 | 26 | Daniił Kwiat      | Toro Rosso–Renault   | 1:40,074 | 1:39,296 | 1:39,277 | 5       |
| 6 | 20 | Kevin Magnussen   | McLaren–Mercedes     | 1:39,735 | 1:39,022 | 1:39,629 | 11      |
| 7 | 3 | Daniel Ricciardo  | Red Bull–Renault     | 1:40,519 | 1:39,666 | 1:39,635 | 6       |
| 8 | 14 | Fernando Alonso   | Ferrari              | 1:40,255 | 1:39,786 | 1:39,709 | 7       |
| 9 | 7 | Kimi Räikkönen    | Ferrari              | 1:40,098 | 1:39,838 | 1:39,771 | 8       |
| 10 | 25 | Jean-Éric Vergne  | Toro Rosso–Renault   | 1:40,354 | 1:39,929 | 1:40,020 | 9       |
| 11 | 1 | Sebastian Vettel  | Red Bull–Renault     | 1:40,382 | 1:40,052 | –        | 10      |
| 12 | 27 | Nico Hülkenberg   | Force India–Mercedes | 1:40,273 | 1:40,058 | –        | 17      |
| 13 | 11 | Sergio Pérez      | Force India–Mercedes | 1:40,723 | 1:40,163 | –        | 12      |
| 14 | 21 | Esteban Gutiérrez | Sauber–Ferrari       | 1:41,159 | 1:40,536 | –        | 13      |
| 15 | 99 | Adrian Sutil      | Sauber–Ferrari       | 1:40,766 | 1:40,984 | –        | 14      |
| 16 | 8 | Romain Grosjean   | Lotus–Renault        | 1:42,526 | 1:41,397 | –        | 15      |
| 17 | 9 | Marcus Ericsson   | Caterham–Renault     | 1:42,648 | –        | –        | 16      |
| 18 | 19 | Felipe Massa      | Williams–Mercedes    | 1:43,064 | –        | –        | 18      |
| 19 | 10 | Kamui Kobayashi   | Caterham–Renault     | 1:43,166 | –        | –        | 19      |
| 20 | 13 | Pastor Maldonado  | Lotus–Renault        | 1:43,205 | –        | –        | 20      |
| 21 | 4 | Max Chilton       | Marussia–Ferrari     | 1:43,649 | –        | –        | 21      |
| Poz. | Nr | Kierowca          | Konstruktor          | Q1       | Q2       | Q3       | Poz. s. |
| \| Legenda \| Legenda \| \| ------------------------ \| ---------------------------------------------------------------------------------------------------------------------------------------------------------------------------------------------------------------------------------------------------------------- \| \| Poz. Nr Q1 Q2 Q3 Poz. s. \| Pozycja zajęta w sesji kwalifikacyjnej Numer startowy kierowcy Wynik uzyskany w pierwszej części kwalifikacji Wynik uzyskany w drugiej części kwalifikacji Wynik uzyskany w trzeciej części kwalifikacji Pozycja startowa po uwzględnięniu kar, przesunięć, itp. \| | |                   |                      |          |          |          |         |
| Legenda | |                   |                      |          |          |          |         |
| Poz. Nr Q1 Q2 Q3 Poz. s. | Pozycja zajęta w sesji kwalifikacyjnej Numer startowy kierowcy Wynik uzyskany w pierwszej części kwalifikacji Wynik uzyskany w drugiej części kwalifikacji Wynik uzyskany w trzeciej części kwalifikacji Pozycja startowa po uwzględnięniu kar, przesunięć, itp. |                   |                      |          |          |          |         |

### Wyścig
Źródło: Wyprzedź Mnie!
| P                 | + / –     | Nr | Kierowca          | Konstruktor          | Okr. | Czas / Strata | Komentarz |
| ----------------- | --------- | -- | ----------------- | -------------------- | ---- | ------------- | --------- |
| 1                 | Bez zmian | 44 | Lewis Hamilton    | Mercedes             | 53   | 1h31m50,744   |           |
| 2                 | Bez zmian | 6  | Nico Rosberg      | Mercedes             | 53   | +0:13,657     |           |
| 3                 | Bez zmian | 77 | Valtteri Bottas   | Williams–Mercedes    | 53   | +0:17,425     |           |
| 4                 | Bez zmian | 22 | Jenson Button     | McLaren–Mercedes     | 53   | +0:30,234     |           |
| 5                 | 6         | 20 | Kevin Magnussen   | McLaren–Mercedes     | 53   | +0:53,616     |           |
| 6                 | 1         | 14 | Fernando Alonso   | Ferrari              | 53   | +1:00,016     |           |
| 7                 | 1         | 3  | Daniel Ricciardo  | Red Bull–Renault     | 53   | +1:01,812     |           |
| 8                 | 2         | 1  | Sebastian Vettel  | Red Bull–Renault     | 53   | +1:06,185     |           |
| 9                 | 1         | 7  | Kimi Räikkönen    | Ferrari              | 53   | +1:18,877     |           |
| 10                | 2         | 11 | Sergio Pérez      | Force India–Mercedes | 53   | +1:20,067     |           |
| 11                | 7         | 19 | Felipe Massa      | Williams–Mercedes    | 53   | +1:20,877     |           |
| 12                | 5         | 27 | Nico Hülkenberg   | Force India–Mercedes | 53   | +1:21,309     |           |
| 13                | 4         | 25 | Jean-Éric Vergne  | Toro Rosso–Renault   | 53   | +1:37,295     |           |
| 14                | 9         | 26 | Daniił Kwiat      | Toro Rosso–Renault   | 52   | +1 okr        |           |
| 15                | 2         | 21 | Esteban Gutiérrez | Sauber–Ferrari       | 52   | +1 okr        |           |
| 16                | 2         | 99 | Adrian Sutil      | Sauber–Ferrari       | 52   | +1 okr        |           |
| 17                | 2         | 8  | Romain Grosjean   | Lotus–Renault        | 52   | +1 okr        | [ a ]     |
| 18                | 2         | 13 | Pastor Maldonado  | Lotus–Renault        | 52   | +1 okr        |           |
| 19                | 3         | 9  | Marcus Ericsson   | Caterham–Renault     | 51   | +2 okr        |           |
| Niesklasyfikowani |           |    |                   |                      |      |               |           |
|                   |           | 10 | Kamui Kobayashi   | Caterham–Renault     | 21   |               |           |
|                   |           | 4  | Max Chilton       | Marussia–Ferrari     | 9    |               |           |
| P                 | + / –     | Nr | Kierowca          | Konstruktor          | Okr. | Czas / Strata | Komentarz |

### Najszybsze okrążenie
Źródło: Wyprzedź Mnie!
| Nr | Kierowca        | Konstruktor       | Czas     | Okr. |
| -- | --------------- | ----------------- | -------- | ---- |
| 77 | Valtteri Bottas | Williams–Mercedes | 1:40,896 | 53   |

### Prowadzenie w wyścigu
Źródło: Racing–Reference.info
| Nr                              | Kierowca       | Okrążenia | Suma |
| ------------------------------- | -------------- | --------- | ---- |
| 44                              | Lewis Hamilton | 1-53      | 53   |
| \| Wykres \| \| ------ \| \| \| |                |           |      |
| Wykres                          |                |           |      |
|                                 |                |           |      |

## Klasyfikacja po zakończeniu wyścigu

### Kierowcy
| P                 | +/− | Kierowca          | Starty | Punkty | P1 | P2 | P3 | PP | NO | NS |
| ----------------- | --- | ----------------- | ------ | ------ | -- | -- | -- | -- | -- | -- |
| 1                 | 0   | Lewis Hamilton    | 16     | 291    | 9  | 2  | 2  | 7  | 6  | 3  |
| 2                 | 0   | Nico Rosberg      | 16     | 274    | 4  | 9  | –  | 8  | 5  | 2  |
| 3                 | 0   | Daniel Ricciardo  | 16     | 199    | 3  | –  | 4  | –  | –  | 1  |
| 4                 | +2  | Valtteri Bottas   | 16     | 145    | –  | 2  | 3  | –  | 1  | 1  |
| 5                 | −1  | Sebastian Vettel  | 16     | 143    | –  | 1  | 3  | –  | 1  | 3  |
| 6                 | −1  | Fernando Alonso   | 16     | 141    | –  | 1  | 1  | –  | –  | 2  |
| 7                 | 0   | Jenson Button     | 16     | 94     | –  | –  | 1  | –  | –  | 1  |
| 8                 | 0   | Nico Hülkenberg   | 16     | 76     | –  | –  | –  | –  | –  | 1  |
| 9                 | 0   | Felipe Massa      | 16     | 71     | –  | –  | 1  | 1  | 1  | 3  |
| 10                | +2  | Kevin Magnussen   | 16     | 49     | –  | 1  | –  | –  | –  | 1  |
| 11                | −1  | Sergio Pérez      | 15     | 47     | –  | –  | 1  | –  | 1  | 2  |
| 12                | −1  | Kimi Räikkönen    | 16     | 47     | –  | –  | –  | –  | 1  | 1  |
| 13                | 0   | Jean-Éric Vergne  | 16     | 21     | –  | –  | –  | –  | –  | 5  |
| 14                | 0   | Romain Grosjean   | 16     | 8      | –  | –  | –  | –  | –  | 6  |
| 15                | 0   | Daniił Kwiat      | 16     | 8      | –  | –  | –  | –  | –  | 4  |
| 16                | 0   | Jules Bianchi     | 15     | 2      | –  | –  | –  | –  | –  | 3  |
| 17                | 0   | Adrian Sutil      | 16     | 0      | –  | –  | –  | –  | –  | 6  |
| 18                | 0   | Marcus Ericsson   | 16     | 0      | –  | –  | –  | –  | –  | 5  |
| 19                | 0   | Pastor Maldonado  | 15     | 0      | –  | –  | –  | –  | –  | 4  |
| 20                | 0   | Esteban Gutiérrez | 16     | 0      | –  | –  | –  | –  | –  | 6  |
| 21                | 0   | Max Chilton       | 16     | 0      | –  | –  | –  | –  | –  | 3  |
| 22                | 0   | Kamui Kobayashi   | 14     | 0      | –  | –  | –  | –  | –  | 5  |
| Niesklasyfikowani |     |                   |        |        |    |    |    |    |    |    |
|                   |     | André Lotterer    | 1      | –      | –  | –  | –  | –  | –  | 1  |
| P                 | +/− | Kierowca          | Starty | Punkty | P1 | P2 | P3 | PP | NO | NS |

### Konstruktorzy
| P  | +/− | Konstruktor             | Starty | Punkty | P1 | P2 | P3 | PP | NO | NS |
| -- | --- | ----------------------- | ------ | ------ | -- | -- | -- | -- | -- | -- |
| 1  | 0   | Mercedes                | 32     | 565    | 13 | 11 | 2  | 15 | 11 | 5  |
| 2  | 0   | Red Bull Racing Renault | 32     | 342    | 3  | 1  | 7  | –  | 1  | 4  |
| 3  | 0   | Williams Mercedes       | 32     | 216    | –  | 2  | 4  | 1  | 1  | 4  |
| 4  | 0   | Ferrari                 | 32     | 188    | –  | 1  | 1  | –  | 1  | 3  |
| 5  | +1  | McLaren Mercedes        | 32     | 143    | –  | 1  | 1  | –  | –  | 2  |
| 6  | −1  | Force India Mercedes    | 31     | 123    | –  | –  | 1  | –  | 1  | 3  |
| 7  | 0   | STR Renault             | 32     | 29     | –  | –  | –  | –  | –  | 9  |
| 8  | 0   | Lotus Renault           | 31     | 8      | –  | –  | –  | –  | –  | 10 |
| 9  | 0   | Marussia Ferrari        | 31     | 2      | –  | –  | –  | –  | –  | 6  |
| 10 | 0   | Sauber Ferrari          | 32     | 0      | –  | –  | –  | –  | –  | 12 |
| 11 | 0   | Caterham Renault        | 31     | 0      | –  | –  | –  | –  | –  | 11 |
| P  | +/− | Konstruktor             | Starty | Punkty | P1 | P2 | P3 | PP | NO | NS |